# 陶拉蓋縣
陶拉蓋縣，或作陶拉格縣，是立陶宛十个县份之一，位於該國西部。面積4,409平方公里，人口91,822（2020年）。首府陶拉盖。2010年7月1日，立陶宛撤销了县级行政机构，从此陶拉盖县仅保留为领土及统计单位。

## 市镇
陶拉盖县内有4个市镇：
- 尤爾巴爾卡斯區
- 帕蓋吉艾
- 希拉萊區
- 陶拉蓋區